# Heigh-Ho
Heigh-Ho es una canción compuesta por Frank Churchill y letra de Larry Morey en 1937 para la película de Disney Snow White and the Seven Dwarfs (Blancanieves y los siete enanitos en España y Blanca Nieves y los siete enanos en Hispanoamérica), donde es cantada por un grupo de siete enanos en su trabajo en una mina de diamantes y rubíes, y es una de las canciones más conocidas del filme. Es la primera aparición de los mencionados siete enanos.
El tema melódico de la canción está inspirado en la composición para piano de 1848 The Happy Farmer, Returning From Work de Robert Schumann.
La canción se divide en dos partes: la primera cuando están en la mina y dicen que para ganar dinero no hay más remedio que esforzarse y trabajar, y la segunda, cuando el reloj marca las 5 p. m., es la parte más conocida, es cuando vuelven a casa, cantando el Heigh-Ho. Junto con Someday My Prince Will Come y Whistle While You Work es una de las tres canciones más populares de la película.

## Letra
We dig dig dig dig dig dig dig in our mine the whole day through
 To dig dig dig dig dig dig dig is what we really like to do
 It ain't no trick to get rich quick
 If you dig dig dig with a shovel or a pick
 In a mine! In a mine! In a mine! In a mine!
 Where a million diamonds shine!
We dig dig dig dig dig dig dig from early morn till night
 We dig dig dig dig dig dig dig up everything in sight
 We dig up diamonds by the score
 A thousand rubies, sometimes more
 But we don't know what we dig 'em for
 We dig dig dig a-dig dig
Heigh-ho, Heigh-ho
 Heigh-ho, Heigh-ho
 Heigh-ho
Chorus
 Heigh-ho, Heigh-ho
 It's home from work we go
 (Silbando)
Heigh-ho, Heigh-ho, Heigh-ho
(Coro)
Heigh-ho, Heigh-ho
 (Silbando)
Heigh-ho, Heigh-ho
 Heigh-ho, Heigh-ho
 Heigh-ho, Heigh-ho
 Heigh-ho hum
(Coro tres veces)

Heigh-ho.